# Задача n-назад
Задача n-назад (англ. n-back) — відома задача неперервного виконання (англ. Continuous Performance Task, кириліз.: задача неперервного виконання), розроблена психологом В. К. Кірхнером в 1958 році. Застосовується в нейрофізіологічних дослідженнях для стимулювання активності певних зон мозку, а також в психології для оцінки і розвитку робочої пам'яті, логічного мислення, здібностей до концентрації уваги і в цілому рухомого інтелекту (англ. fluid intelligence), здібність логічно мислити, сприймати й запам'ятовувати нове, розв'язувати нові нестандартні задачі).

## Зміст задачі
Людині один за одним показується ряд образів (візуальних, звукових тощо). При цьому людина повинна визначити і вказати, чи зустрічався цей образ 1 позицію назад (задача 1-назад),  2 позиції назад (задача 2-назад), чи 3 позиції назад (задача 3-назад), і так далі.
Наприклад, ряд латинських літер, що послідовно показуються людині, серед яких потрібно визначити ті, що зустрічались 3 позиції назад (задача 3-назад):
T L H C H S C C Q L C K L H C Q T R R K C H R
Існує модификація задачі, що називається подвійна n-назад, де людині показуються одночасно два ряди образів. Можна також використовувати й потрійну n-назад задачу, в якій показується 3 ряди образів, и так далі. Ряди образів можуть задіювати різні органи сприйняття, наприклад: перший ряд образів — вимовленні вголос літери, другий ряд — картки різних кольорів, третій ряд — розташовані на картках чорні кружечки. Для розвитку професійних звичок можуть також використовуватись звуки музичних інструментів різної частоти, позиції фігур на шаховій дошці, фотографії людей тощо.

## Розвиток рухомого інтелекту
Дослідження, що проведене в 2008 році Сюзанною Йеггі та її колегами, показало, що постійні тренування по виконанню цієї задачі здатні за короткий період значно розвинути рухомий інтелект, розширити робочу пам'ять людини, покращити логічне мислення і здатність концентрувати увагу. Точність оцінки результатів дослідження була піддана критиці вчених Девідом Муді, який вважав, що остаточні вимірювання були проведені неправильно. Але Йеггі оскаржила критику Муді і в 2010 році дослідження з деякими змінами було проведено ще раз, підтвердивши початкові результати.
Подвійна n-назад задача реалізована онлайн для будьяких пристроїв, що підтримують Flash, Java (включаючи смартфони на Android та BlackBerry), для iPhone, спеціально для Android. Існують і відкриті реалізації для Mac OS, Linux та Windows, що називаються Brain Workshop [Архівовано 6 лютого 2014 у Wayback Machine.]. Бернський університет продає реалізацію задачі у складі пакету «Brain Twister». 15 Dual N Back javascript for mobile devices. [Архівовано 22 лютого 2014 у Wayback Machine.]